# فالي بروك (أوكلاهوما)
فالي بروك (بالإنجليزية: Valley Brook town, Oklahoma)‏ هي بلدة تقع بولاية أوكلاهوما في الولايات المتحدة. تبلغ مساحتها 0.68 كم2، وترتفع عن سطح البحر 385 م، بلغ عدد سكانها 765 نسمة في عام 2010 حسب إحصاء مكتب تعداد الولايات المتحدة وتصل الكثافة السكانية فيها 1,125 نسمة لكل كيلومتر مربع (2,913.7/ميل2).

## التركيبة السكانية
حدّد مكتب تعداد الولايات المتحدة بيانات التركيبة السكانية لفالي بروك في تعداد الولايات المتحدة. في ما يلي، التركيبة السكانية حسب تعدادي 2000 و2010.

### تعداد عام 2000
بلغ عدد سكان فالي بروك 817 نسمة بحسب تعداد عام 2000، وبلغ عدد الأسر 298 أسرة وعدد العائلات 204 عائلة مقيمة في البلدة. في حين سجلت الكثافة السكانية 1,201.5 نسمة لكل كيلومتر مربع (3,111.9/ميل2). وبلغ عدد الوحدات السكنية 337 وحدة بمتوسط كثافة قدره 495.6 لكل كيلومتر مربع (1,283.6/ميل2).
وتوزع التركيب العرقي للبلدة بنسبة 77.48% من البيض و4.41% من الأمريكيين الأفارقة و7.83% من الأمريكيين الأصليين و0.37% من الأمريكيين ذوي الأصول الآسيوية و1.96% من الأعراق الأخرى و7.96% من عرقين مختلطين أو أكثر و8.20% من الهسبانيون أو اللاتينيون من أي عرق.
بلغ عدد الأسر 298 أسرة كانت نسبة 42.6% منها لديها أطفال تحت سن الثامنة عشر تعيش معهم، وبلغت نسبة الأزواج القاطنين مع بعضهم البعض 45% من أصل المجموع الكلي للأسر، ونسبة 15.8% من الأسر كان لديها معيلات من الإناث دون وجود شريك، بينما كانت نسبة 7.7% من الأسر لديها معيلون من الذكور دون وجود شريكة وكانت نسبة 31.5% من غير العائلات. تألفت نسبة 26.2% من أصل جميع الأسر من عدة أفراد يعيشون في نفس المنزل ونسبة 8.7% كانت تتألف من شخص يعيش بمفرده يبلغ من العمر 65 عاماً أو أكثر. وبلغ متوسط حجم الأسرة المعيشية 2.74، أما متوسط حجم العائلات فبلغ 3.25.
بلغ العمر الوسطي للسكان 29.8 عاماً. وكانت نسبة 30.6% من القاطنين تحت سن الثامنة عشر، وكانت نسبة 10.5% بين الثامنة عشر والرابعة والعشرين عاماً، ونسبة 31.1% كانت واقعةً في الفئة العمرية ما بين الخامسة والعشرين والرابعة والأربعين عاماً، ونسبة 19.1% كانت ما بين الخامسة والأربعين والرابعة والستين، ونسبة 8.7% كانت ضمن فئة الخامسة والستين عاماً فما فوق. يوجد لكل 100 أنثى 98.3 ذكر، ويوجد لكل 100 أنثى في الثامنة عشر من عمرها فما فوق 98.3 ذكر.
بلغ متوسط دخل الأسرة في البلدة 21,193 دولارًا، أما متوسط دخل العائلة فبلغ 23,565 دولارًا. وكان متوسط دخل الذكور 21,071 دولارًا مقابل 17,569 دولارًا للإناث. وسجل دخل الفرد الخاص بالبلدة 9,316 دولارًا. وكانت نسبة 20.3% من العائلات ونسبة 25.2% من السكان تحت خط الفقر، وكان من هؤلاء نسبة 32.7% تحت سن الثامنة عشر ونسبة 19.7% في الخامسة والستين من العمر وما فوق.

### تعداد عام 2010
بلغ عدد سكان فالي بروك 765 نسمة بحسب تعداد عام 2010، وبلغ عدد الأسر 283 أسرة وعدد العائلات 185 عائلة مقيمة في البلدة. في حين سجلت الكثافة السكانية 1,125 نسمة لكل كيلومتر مربع (2,913.7/ميل2). وبلغ عدد الوحدات السكنية 335 وحدة بمتوسط كثافة قدره 492.6 لكل كيلومتر مربع (1,275.8/ميل2).
وتوزع التركيب العرقي للبلدة بنسبة 67.19% من البيض و4.18% من الأمريكيين الأفارقة و7.06% من الأمريكيين الأصليين و1.70% من الأمريكيين ذوي الأصول الآسيوية و0.13% من سكان جزر المحيط الهادئ و13.99% من الأعراق الأخرى و5.75% من عرقين مختلطين أو أكثر و20.92% من الهسبانيون أو اللاتينيون من أي عرق.
بلغ عدد الأسر 283 أسرة كانت نسبة 38.2% منها لديها أطفال تحت سن الثامنة عشر تعيش معهم، وبلغت نسبة الأزواج القاطنين مع بعضهم البعض 35.3% من أصل المجموع الكلي للأسر، ونسبة 21.2% من الأسر كان لديها معيلات من الإناث دون وجود شريك، بينما كانت نسبة 8.8% من الأسر لديها معيلون من الذكور دون وجود شريكة وكانت نسبة 34.6% من غير العائلات. تألفت نسبة 27.2% من أصل جميع الأسر من عدة أفراد يعيشون في نفس المنزل ونسبة 11% كانت تتألف من شخص يعيش بمفرده يبلغ من العمر 65 عاماً أو أكثر. وبلغ متوسط حجم الأسرة المعيشية 2.70، أما متوسط حجم العائلات فبلغ 3.21.
بلغ العمر الوسطي للسكان 32.3 عاماً. وكانت نسبة 27.1% من القاطنين تحت سن الثامنة عشر، وكانت نسبة 10.6% بين الثامنة عشر والرابعة والعشرين عاماً، ونسبة 30.8% كانت واقعةً في الفئة العمرية ما بين الخامسة والعشرين والرابعة والأربعين عاماً، ونسبة 21.2% كانت ما بين الخامسة والأربعين والرابعة والستين، ونسبة 10.3% كانت ضمن فئة الخامسة والستين عاماً فما فوق. وتوزع التركيب الجنسي للسكان بنسبة 50.5% ذكور و49.5% إناث.